# Sangano
Sangano là một đô thị ở tỉnh Torino trong vùng Piedmont, có vị trí cách khoảng 20 km về phía tây của Torino, nước Ý. Tại thời điểm ngày 31 tháng 12 năm 2004, đô thị này có dân số 3.767 người và diện tích là 6,7 km².
Sangano giáp các đô thị: Reano, Villarbasse, Trana, Rivalta di Torino, Bruino, và Piossasco.